# Élections municipales québécoises de 1970
Les élections municipales québécoises de 1970 sont les scrutins tenus le 25 octobre 1970 dans certaines municipalités du Québec. Elles permettent de déterminer les maires et/ou les conseillers de ces municipalités.
Les élections ont notamment lieu à Montréal